# Monasterio de San Juan de los Reyes
El convento de San Juan de los Reyes es un cenobio de la ciudad española de Toledo perteneciente a la Orden Franciscana, que fue construido bajo el patrocinio de la reina Isabel I de Castilla con la intención de convertirlo en mausoleo real, en conmemoración de la batalla de Toro y del nacimiento del príncipe Juan. Se trata de una de las más valiosas muestras del estilo gótico isabelino y el edificio más importante erigido por los Reyes Católicos. El convento es, además, un monumento conmemorativo de los logros de los Reyes Católicos y de su programa político.

## Historia
El monasterio de San Juan de los Reyes, considerado como el edificio más representativo del gótico toledano, fue mandado construir por los Reyes Católicos bajo el patrocinio directo de la reina, hasta el punto de ser citado varias veces en la documentación como «monasterio de San Juan de la Reina». Dedicado a San Juan para memoria del rey don Juan su padre, fue levantado para conmemorar, también, la victoria de Toro (1476) y el nacimiento del príncipe don Juan (1478), así como para crear una iglesia colegial de canónigos que sirviera como panteón real, según cuenta fray Pedro de Salazar, cronista de la orden franciscana.

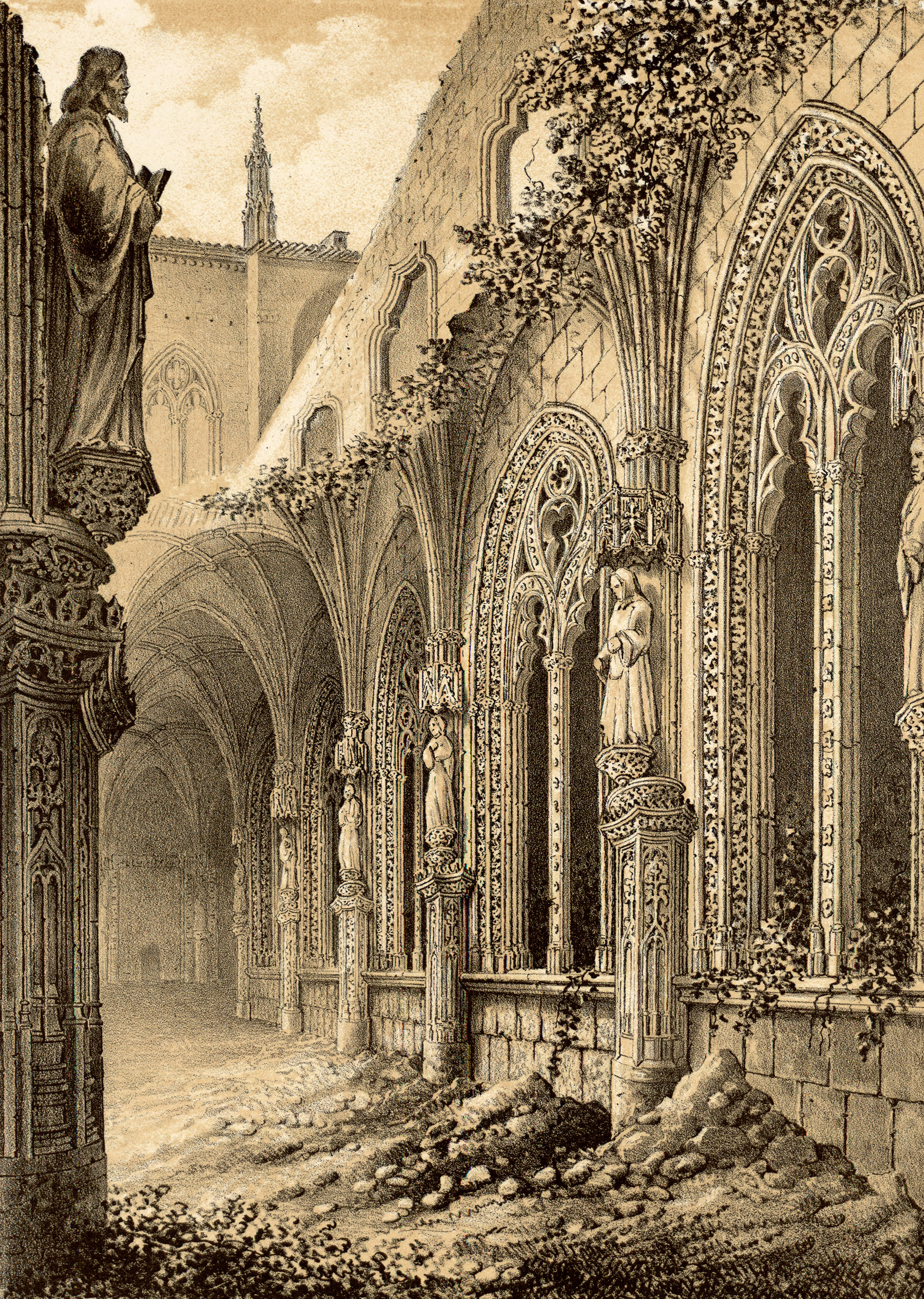
Ruinas del claustro a mediados del por Francisco Javier Parcerisa en Recuerdos y bellezas de España

La creación de un estado moderno por parte de los Reyes Católicos se tradujo en la fundación de capillas y hospitales, así como la finalización de obras anteriores como las catedrales de Burgos y Toledo. Es por ello que se combinan las formas del gótico flamígero traído por arquitectos como Enrique Egas o Juan de Colonia con elementos propios de la arquitectura árabe del sur de España. 
Por tanto, en San Juan de los Reyes se muestra la gloria de los monarcas que habían unido los distintos reinos cristianos y estaban luchando para conquistar la última plaza musulmana de la península ibérica, el Reino de Granada. Así mismo, la guardia y custodia del monasterio le fue encomendada a los Franciscanos de la Observancia. La elección de esta orden en favor de otras se debe a que los franciscanos de la observancia querían volver a un estilo de vida más puro y alejado de todos los excesos y lujos que se habían dado en la Edad Media, idea que también compartían los monarcas católicos. Con esta política se les daba el espaldarazo definitivo a los Franciscanos Conventuales, la otra rama de los franciscanos. Mediante esta táctica política, Isabel y Fernando pretendían controlar al clero aristocrático y a los cabildos.

San Juan de los Reyes a finales del

Por esta diversidad funcional, el monasterio debe entenderse desde una perspectiva tipológica, como acrópolis político-religiosa, según la catalogación del especialista Fernando Chueca Goitia. De esta forma se incluye en una tradición arquitectónica que se inicia con el Palacio de Diocleciano en Spalato y culmina en el Monasterio de San Lorenzo de El Escorial.
En 1926 fue declarado Monumento Histórico-Artístico de interés nacional.
Actualmente se sabe que el arquitecto de San Juan de los Reyes fue Juan Guas. No obstante, su nombre no aparece citado hasta 1853,  tras el hallazgo de una inscripción situada en la capilla de la iglesia de San Justo y Pastor de Toledo. Hasta entonces será considerada de autoría anónima y así nos lo muestran los escritos de autores como Antonio Ponz o Magán, que no harán mención alguna al autor de dicha obra.
Diversos estudios llevados a cabo por José María Azcárate Ristori en los años 1956 y 1958, demuestran que desde 1494 Juan Guas estuvo al frente de las obras, y su nombre aparece ligado al maestre Egas Cueman, siendo los dos maestros mayores entre 1479 y 1485.

## Descripción artística

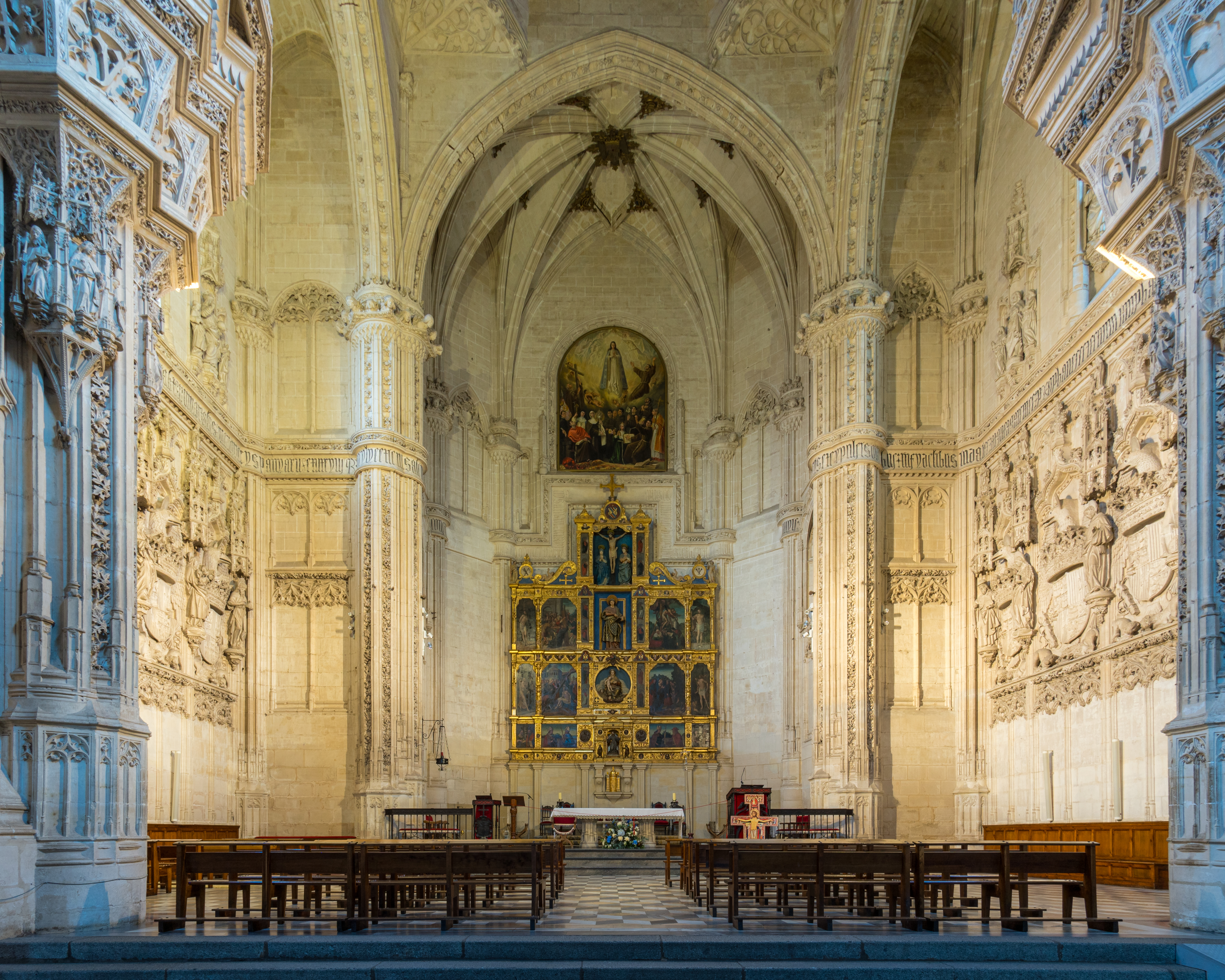
Capilla mayor de la iglesia.

La iglesia, del «tipo Reyes Católicos», es de una sola nave, con capillas entre los contrafuertes, coro alto en los pies sobre la bóveda que sirve de vestíbulo, y altar elevado sobre gradas. Aunque entronca con el modelo de iglesia de predicación configurado por las órdenes franciscana y dominica ya en el siglo XIII, destaca sobre éste por la solución de las capillas hornacinas en la nave y, sobre todo, por el cimborrio en la cabecera, estructura, esta última, destinada hasta entonces a construcciones de tres naves, como catedrales o grandes monasterios.
Tiene dos portadas, la del oeste y la del norte porque es un sitio principal, es una zona elevada, se crea la gran plazoleta para romper el hacinamiento urbanístico medieval. La puerta lateral tiene importancia. Son los primeros preceptos urbanísticos del Quattrocento.
Destaca el crucero, si lo dividimos en cuatro cuadrados se ve que la cabecera tiene dos cuadrados, a las naves dos prolongados. Siguiendo este modelo se hace todo el edificio. El crucero es excesivamente grande. El espacio está perfectamente jerarquizado, zona dedicada a la corona (con verja) separada del pueblo. 
En el espacio para la muerte se da el discurso dialéctico necesario, pasamos del cuadrado (tierra) al octógono (círculos, celeste). Los templos circulares están dedicados a las vírgenes, el fuego, héroes, agua y a la muerte en el mundo clásico. Concepto de eternitas, serpiente que se muerde la cola, ni principio ni fin. Rotonda martirium que es igual al concepto de eternitas.
Destacan dos cosas en el alzado:
1. El presbiterio se eleva (precepto jerónimo pese a entregarse a los franciscanos) mediante una gran escalinata.
2. Tiene un amplio coro a los pies que se eleva sobre un arco carpanel creando un sotocoro con capillas.

Existe una jerarquización propia del espacio religioso. Los reyes cuando participaban lo hacen desde el coro estando a la misma altura que la Sagrada Forma, se iguala el poder temporal o terrenal de los reyes y espiritual, emana el poder temporal directamente de Dios. 
El cimborrio es la metáfora arquitectónica de la corona, es sostenido por impresionantes trompas que marcan el sentido octogonal del cimborrio. Profusa decoración de tracerías, la nervadura cae sobre ménsulas decoradas con angelitos (típico de flamenco). Lo novedoso es que utilizan un repertorio decorativo a la italiana, enlazando con la tradición humanista. Destaca la decoración de fileteras (esculturas en madera o piedra que se ponían sobre las claves de la bóveda). Siguen una tradición italiana, retoma la jeroglífica. Aparece el emblema de los Reyes Católicos (águila de San Juan) con la I y la F además representados por el yugo y las flechas y el lema "tanto monta".

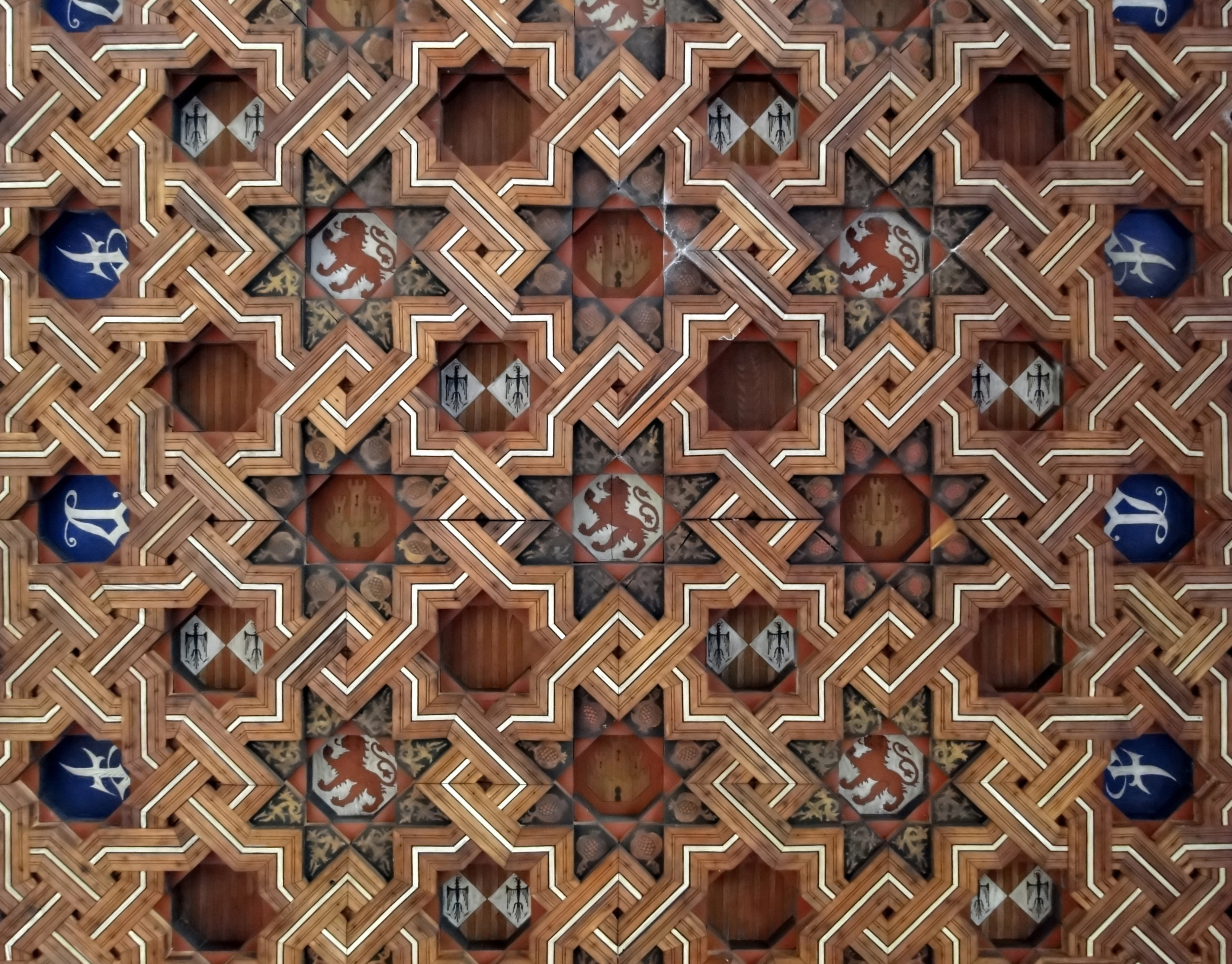
Artesonado de madera mudéjar del claustro.

La luz aún tiene ecos del mundo gótico. Se retira ese concepto de Jerusalén celestial. Módulo arquitectónico estrecho y alto. Especie de tribuna recorre el edificio. Frente la austeridad decorativa del gótico vemos excelentes tracerías muy naturalistas, con figuras zoomorfas y antropomorfas. Proliferación de imágenes sobre peanas y doseletes. Impresionante vidriera sobre cada capilla retomando el sentido albertiano de la luz. El cristal es translúcido, luz natural, emanada directamente.
Aún estructura gótica (pilar con baquetones y decoración de tracería). Según ascendemos encontramos elementos clásicos (decoración de gotas) y un pesado entablamento recorre el edificio con una epigrafía que exalta el poder monárquico. Para elevar esas bóvedas se doblan los pilares donde descansan los terceletes, decoración mocárabe y de cabeceras, muy flamenca que luego vemos en Enrique Egás. Decoración que raya el horror vacui en el transepto.
El primer cuerpo tiene un arco carpanel que une con el claustro, glabete de arco mixtilíneo con profusa decoración que alberga el escudo franciscano. Arcos ciegos doblados con tracerías y miniaturas, otro cuerpo con santos sobre peanas y el emblema de los Reyes Católicos multiplicado hasta el infinito. A los pies del emblema aparecen los leones, símbolo de la monarquía y de Dios, y el verdadero jeroglífico (yugo y flechas junto al lema "tanto monta".

Al exterior los contrafuertes separan las capillas. Los pináculos aún son goticistas. Existe una crestería. Decoración con las denominadas bolas isabelinas en el exterior. La portada lateral es la principal. Marcado el transepto al exterior aunque no sobresale en planta. Aparece el escudo de los Reyes Católicos en los ábsides y contrafuertes de la portada. Hay cadenas que penden del crucero, sentido emblemático, representando las cadenas de los cristianos cautivos que fueron liberados cuando Fernando el Católico reconquistó Málaga y Baeza.

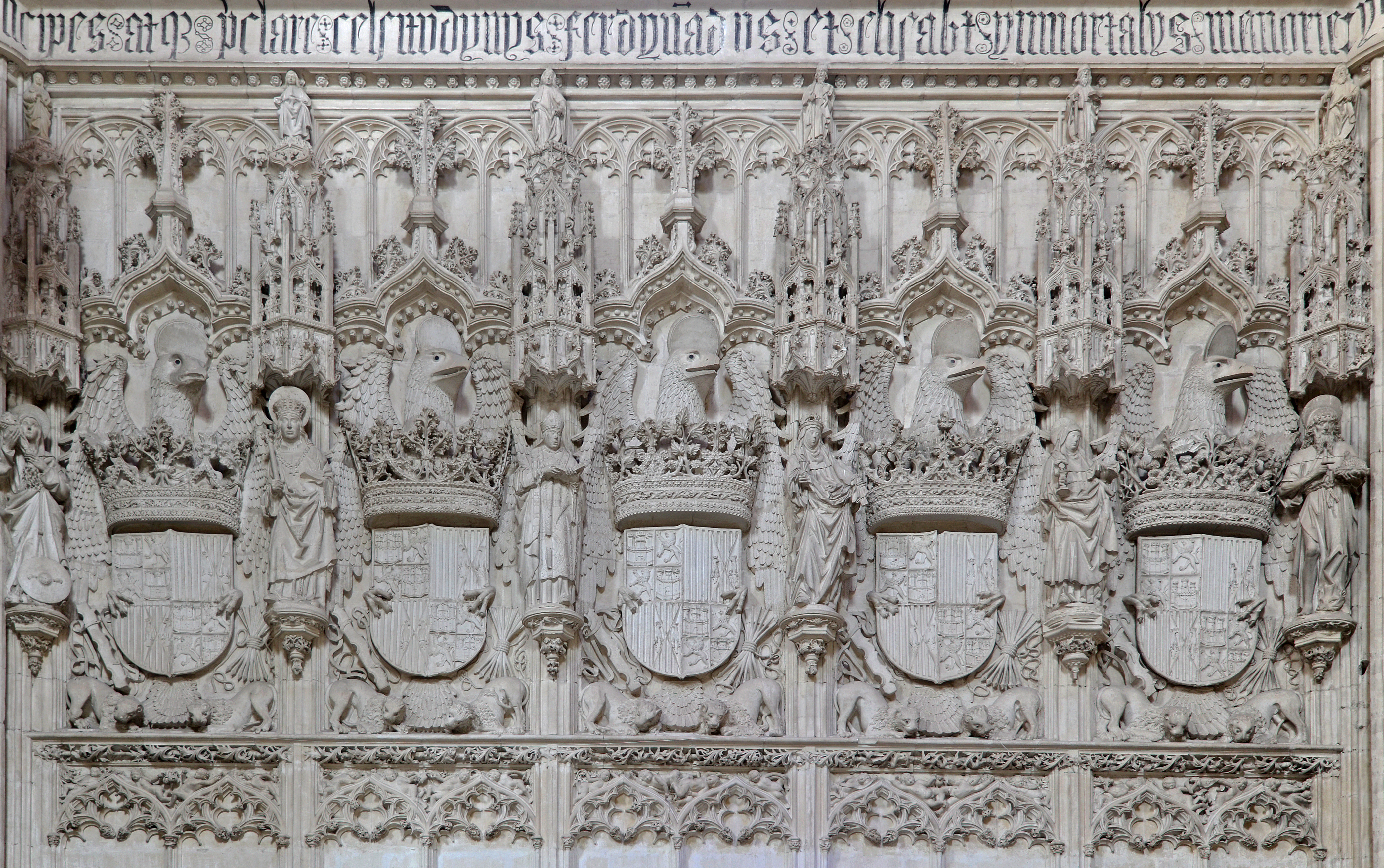
Relieves con los blasones de los Reyes Católicos en el interior de la iglesia.

La portada del claustro tiene un arco carpanel de tres centros, rica decoración vegetal mezclada con decoración naturalista antropomorfa y zoomorfa. Exaltación bajo el arco mixtilíneo de la religión. El claustro tiene el mismo modelo que la iglesia (cuadrado del crucero). Equivalencia espacial, espacio exterior e interior. El claustro es el paraíso recobrado, precepto del ora et labora, dividido en cuatro partes que desemboca en un pozo símbolo de la vida. Tiene dos cuerpos y cuatro bandas. 
El primer cuerpo tiene un arco apuntado con decoración de tradición de burbuja propia de finales del gótico. Pilares decorados con pináculos. El segundo cuerpo es más ligero con arco mixtilíneo que soporta la crestería gótica del edificio. La barandilla superior ya es pseudobalaustre renacentista pero de tipo gótico. Decoración calada representación hagiográfica sobre peanas y decoración zoomorfa y antropomorfa. Bóvedas nervadas se rompe el tercelete más complicado pero sigue siendo gótico. El segundo cuerpo utiliza la tradición mudéjar. Cubierta de madera a par y nudillo, decoración con estrellas de ocho picos. Arcos carpaneles con la leyenda de tanto monta y el león sustentan la bóveda.
Este despliegue tanto arquitectónico como decorativo se debe a que la Iglesia no era solo concebida como lugar para el enterramiento regio, sino que además estaba destinado a albergar el ceremonial funerario de los Reyes Católicos, en un momento en que el que los monarcas debían reafirmar su poder, sobre los nuevos reinos cristianos y sobre las personalidades que asistieran al evento.

## Iglesia

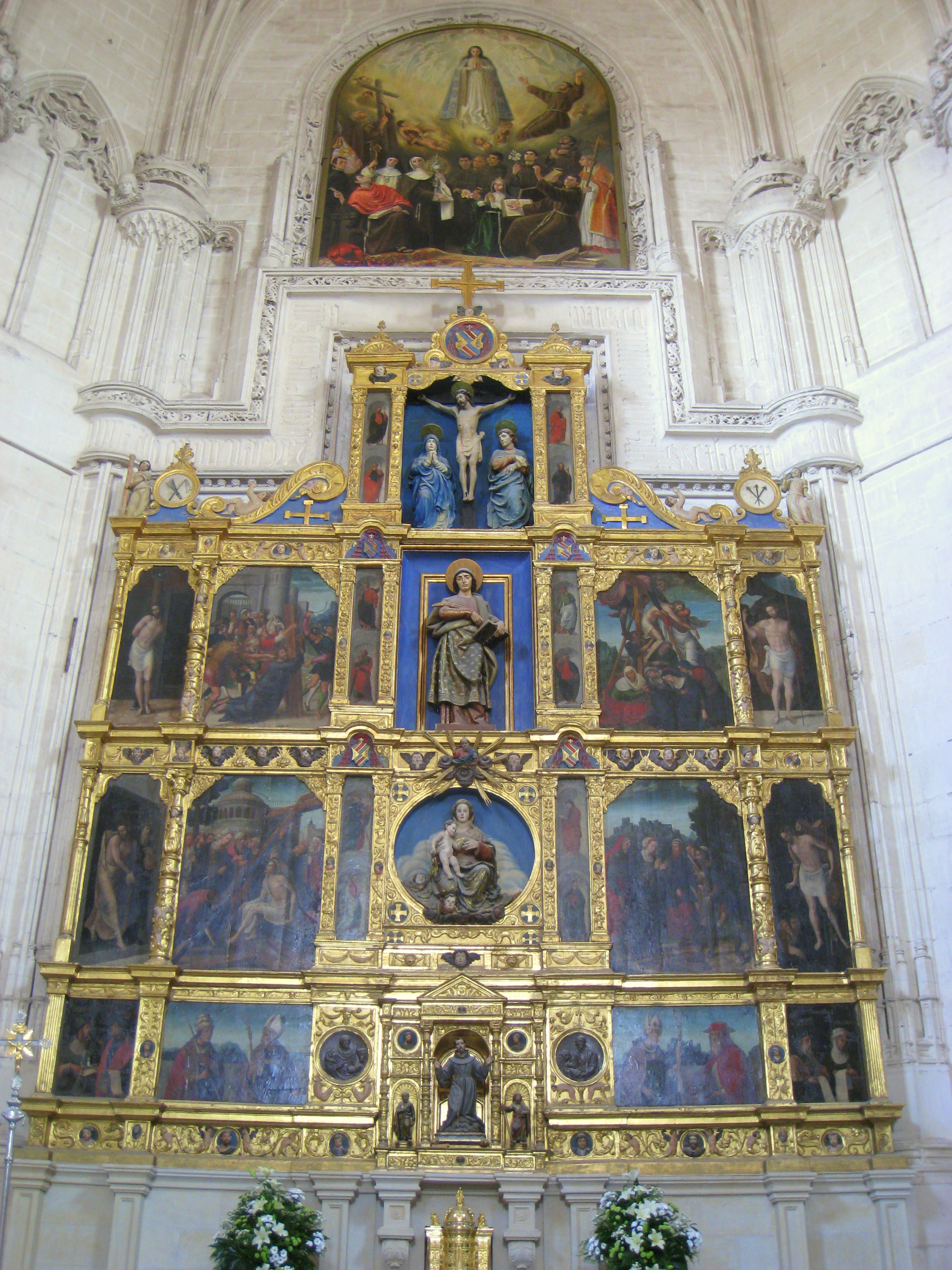
Retablo mayor de la iglesia.

El templo, que se terminó en 1495, corresponde plenamente al tipo isabelino, de una sola nave con capillas-hornacinas entre los contrafuertes y con coro elevado a los pies. Se construyó en varias etapas por los que el proyecto inicial fue modificado en varias ocasiones. En un primer momento la nave central estaba coronada por una austera bóveda cuyo último pilar, que corresponde al crucero, fortalecía el punto de apoyo del cimborrio formando un grueso contrafuerte. Pero en 1484 el proyecto primitivo fue remodelado por la mano de Guas que trasformó la cabecera en una capilla funeraria revestida por un cimborrio, pensada para los enterramientos de los Reyes Católicos. Esto no se llegó a realizar y es por lo que el espacio de la cabecera da una sensación de vacío. La solución llegó en una segunda fase, ya muerto Juan Guas, en la que el proyecto se simplificó. La profusa ornamentación del templo muestra los símbolos de los Reyes Católicos, así como el águila de San Juan y decoración heráldica. El perímetro interior de la iglesia está recorrido por una franja con un texto conmemorativo, lo que puede considerarse una adaptación de la epigrafía árabe a la arquitectura cristiana. El escultor Egas Cueman colaboró decisivamente en la decoración del conjunto.
El retablo de la iglesia fue realizado por Francisco de Comontes para el Hospital de Santa Cruz, de ahí que muestre las armas del cardenal Mendoza, fundador del Hospital. 
En el retablo encontramos las siguientes escenas:
- Jesús camino del Calvario,
- El Descendimiento,
- Santa Elena con los milagros de la Cruz.

## Claustro

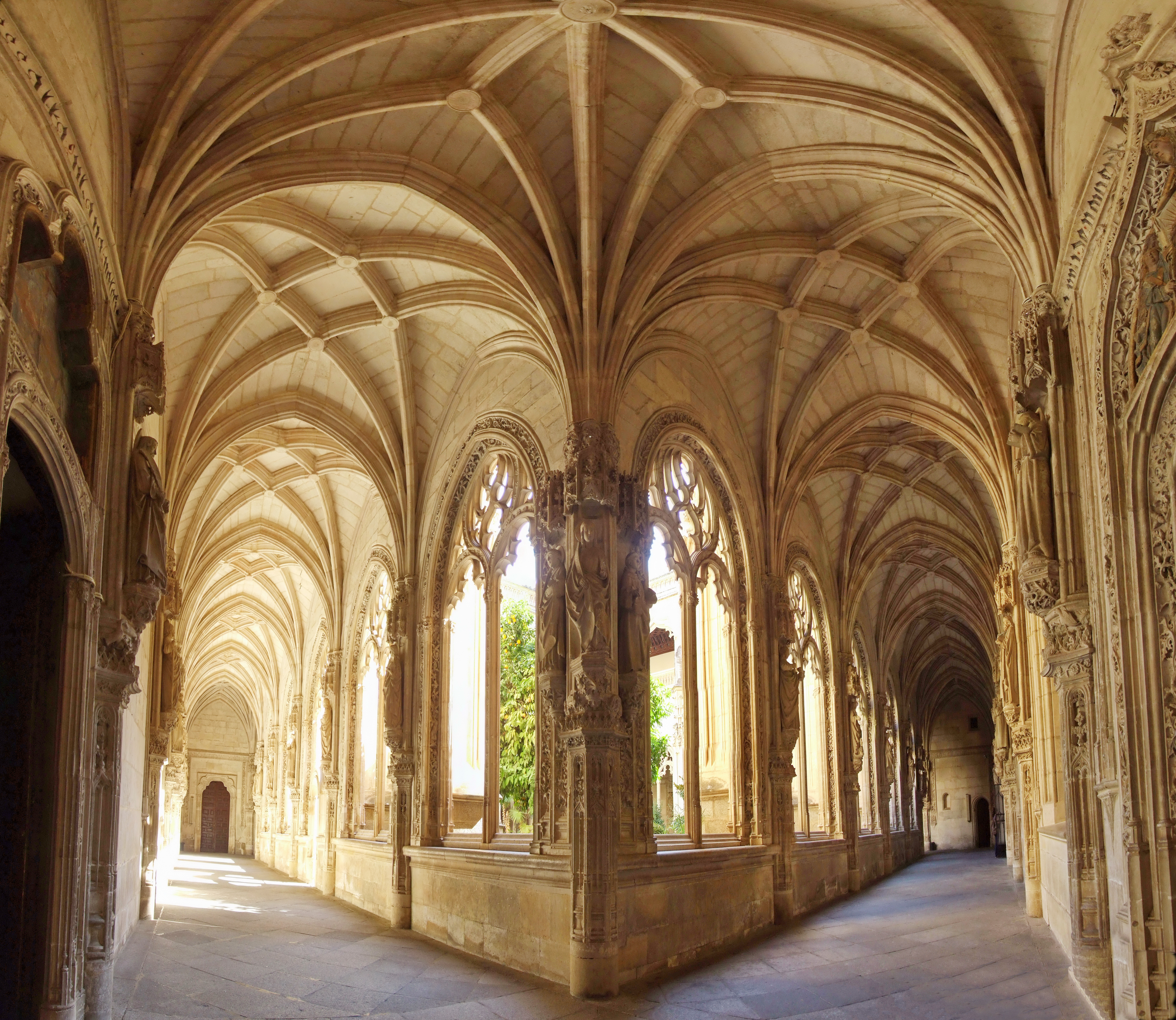
Claustro

El claustro, construido tras la muerte de Guas, está formado por bóvedas de crucería sin clave central y un arco conopial mixtilíneo en la galería del segundo piso. En los arcos de entibo aparecen como decoración figuras en los ángulos, y en los tímpanos de las puertas está representada la Verónica. Pero lo más destacado desde el punto de vista iconográfico es el muro, decorado con cenefas vegetales a modo de alfiz, dejando espacio para pinturas y esculturas. Otra de las puertas del claustro muestra un arco tribulado más abierto relacionado ya con modelos de Enrique Egas de época posterior.

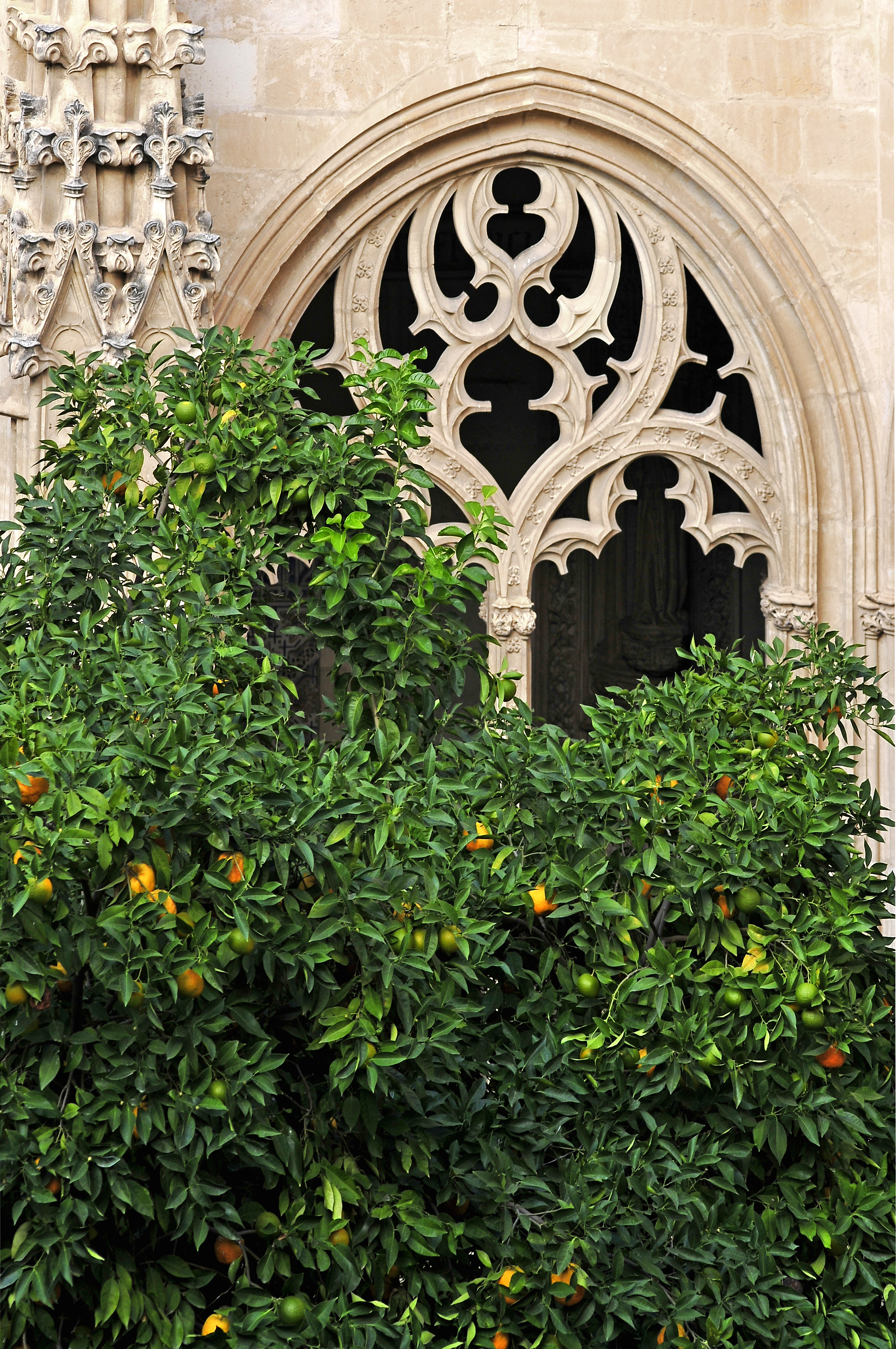
Arco gótico

La construcción del claustro al igual que la de la iglesia se concluyó en 1476 mientras que el resto del convento tardó algunos años más en ser finalizado. Sin embargo, el arquitecto Juan Guas tuvo que modificar su proyecto inicial por órdenes de Isabel la Católica la cual estaba decepcionada con el resultado y quería que el edificio reflejase la magnificencia de su voto. Sería pues en torno a 1484 cuando encontraríamos una segunda fase constructiva que afectaría tanto al claustro (el cual Guas nunca vería terminado) como a la transformación del crucero y parte de la cabecera de la iglesia. Es importante tener en cuenta que aunque al final no fue así, Isabel la Católica quería que San Juan de los Reyes fuese su lugar de enterramiento y por ello fuese especialmente exigente con Juan Guas. Del mismo modo es indudable que una vez que se vio que esto no iba a ser así y quedando el monasterio únicamente como residencia de la orden franciscana, sumado al hecho de la muerte de Juan Guas, los planes constructivos del conjunto debieron cambiar una vez más.

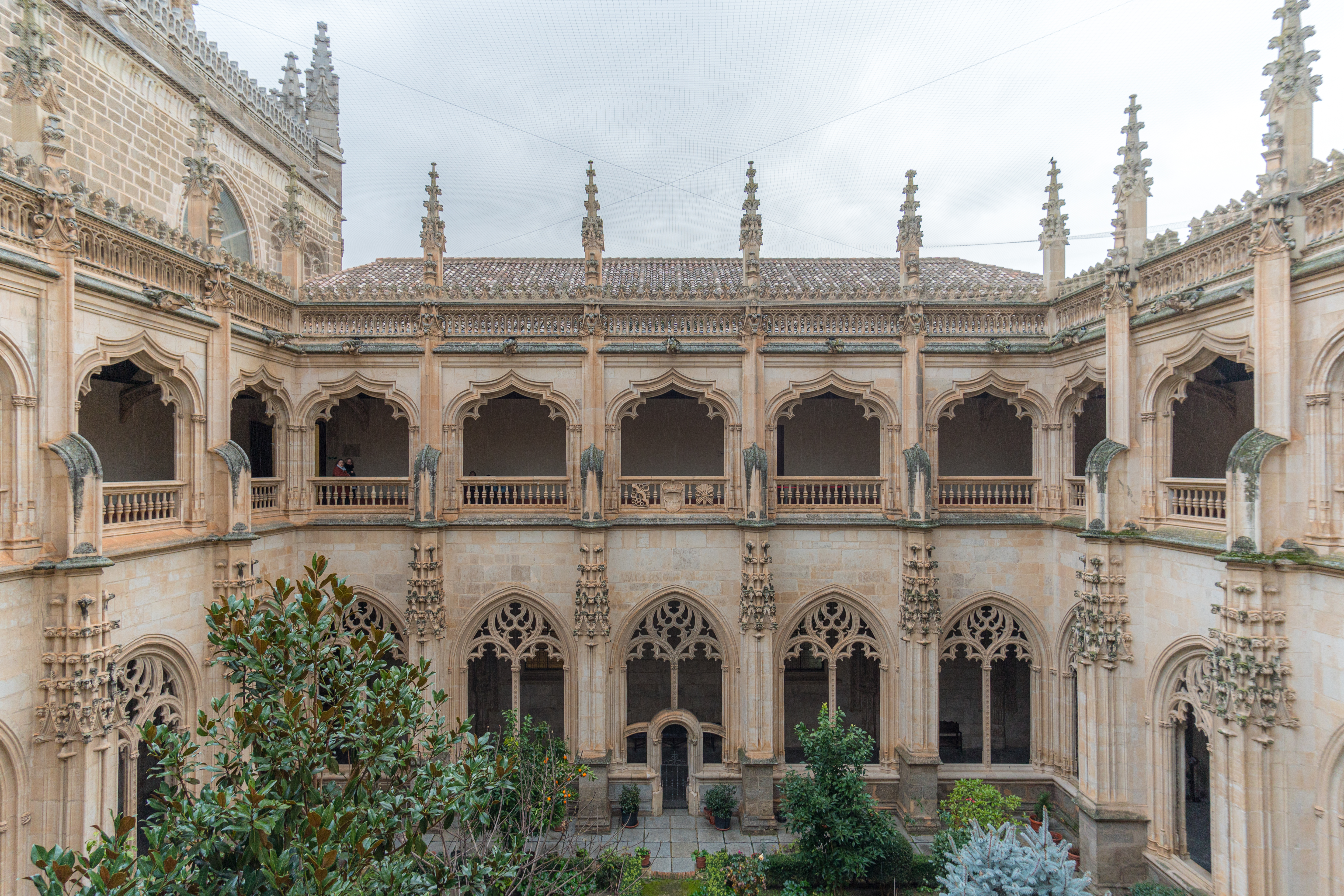
Aspecto del claustro.

Tras la muerte de Juan de Guas y ya en tiempos de Carlos I, nieto de los Reyes Católicos, existe documentación de que para 1517 un segundo claustro había sido finalizado. En el ya estaban involucrados los maestros Enrique y Antón Egas. Se entiende que para que el claustro estuviese terminado en esas fechas su construcción debió de comenzar muy pronto y apunta que incluso una vez que Isabel la Católica falleciese las obras en San Juan siguieron su curso gracias al patronazgo tanto de su marido Fernando como su hija Juana, aunque bien es cierto que el nuevo impulso constructivo se considera que empieza con la implicación de Carlos I en el proyecto.
Es importante destacar también las reformas que se hicieron en 1496 después del fallecimiento de Juan Guas, por Enrique y Antón Egas, que hicieron la reforma exigida que había que hacerle a las ventanas. La sacristía también fue realizada por ellos alrededor del 1500. En una cédula real del 2 de junio de 1494, consta que Juan Guas es el que tiene a su cargo la iglesia, la capilla, el claustro y el sobreclaustro. También indica que sus obras las tenía que terminar en un plazo de cuatro años y además aparecen los pagos correspondientes. Antes de que muriera Juan Guas, los reyes encargaron a Simón de Colonia la tasación de lo realizado en el claustro, incluyendo la reforma aún no realizada por los hermanos Egas. Es decir, que la tasación fue realizada mientras vivía Juan Guas pensando que terminaría él la obra.
- Wikimedia Commons alberga una categoría multimedia sobre Claustro de San Juan de los Reyes.

## Deterioro durante el sigloXIXy restauración de Arturo Mélida

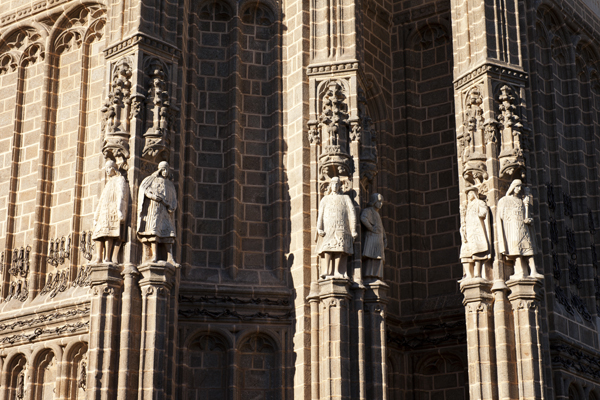
Detalle del exterior de la iglesia

La Guerra de Independencia Española (1808-1814) trajo consigo dos ocupaciones sucesivas de Toledo por parte de las tropas napoleónicas a lo largo del año 1808. Es la segunda de ellas, en diciembre de ese año, la más destructiva. Junto a los daños sobre las esculturas del claustro y de la propia iglesia, se unió la destrucción completa del segundo claustro existente en San Juan de los Reyes. El motivo de tal destrucción fue un incendio ocurrido el 19 de diciembre de 1808.
Teresa Pérez Higuera nos cuenta en su artículo que hubo un incendio muy grave en 1808, donde el convento quedó muy afectado. Sufrió grandes deterioros debido a que la galería sur del claustro principal fue destruida por completo. También fue destruido el claustro del rey, otro de los claustros que tenía el monasterio, y solo se conserva el más antiguo pero restaurado. La iglesia se comunica con el claustro por el lado sur a través de dos puertas situadas en el crucero y en la nave.
El incendio pudo tener como causa probable una explosión encaminada a volar por los aires la enfermería situada en el segundo claustro, hoy desaparecido. Una orden firmada ese mismo día por parte de un mando francés hacia el mariscal Víctor, al mando de Toledo, obligaba a replegar las tropas a Madrid. El carácter táctico del repliegue incluía dejar al enemigo sin infraestructuras básicas como pudiera ser una enfermería. La destrucción total del segundo claustro mediante explosivos habría provocado a su vez un gran incendio. Según los testimonios de algunos testigos oculares, entre ellos el guardián del convento, el padre Gómez Barrilero, las llamas se prolongaron durante días, arrasando por el camino no solo el segundo claustro, sino también la biblioteca, el ala oeste del claustro principal y la planta alta del mismo, y parte de la iglesia de San Juan de los Reyes. 

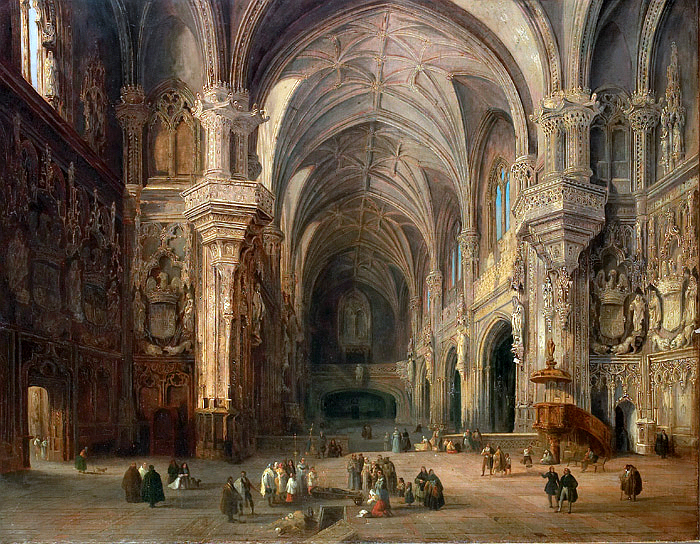
San Juan de los Reyes por Jenaro Pérez Villaamil (1839)

Entre diciembre de 1808 y 1814 el estado semirruinoso del conjunto arquitectónico se aceleró sin remedio, y no fue hasta mediados de la década de 1810, cuando se pudo iniciar varias tareas de consolidación del edificio, con el padre Gómez Barrilero a la cabeza de las obras. Sin atender a criterios estéticos, pero con la intención de acotar la ruina se tapiaron paredes, se techaron algunas estancias, se levantó un muro de cierre para la panda oeste del claustro principal y se llevó a cabo un desescombro general. En ese momento se detuvo la ruina creciente del conjunto, que ya por entonces estaba aquejado de graves problemas estructurales. 
Unos desperfectos que se incrementarían tras la publicación del Real Decreto de Desamortización de Bienes Eclesiásticos promovida por el ministro Juan Álvarez Mendizábal en 1836. De facto, se exclaustraba a la comunidad religiosa y se ponía a la venta la propiedad del conjunto arquitectónico. Después de cambiar de manos, las dependencias anejas a la iglesia y el claustro pasarían con el tiempo al Ayuntamiento de la ciudad, y el templo al Arzobispado de Toledo. La iglesia sería habilitada al culto de nuevo, pero el claustro quedó a partir de entonces en un estado de abandono permanente. Aunque existía una intención para restaurar el edificio por parte de la Comisión Provincial de Monumentos de Toledo, el verdadero proyecto de restauración llegaría de manos de Arturo Mélida y Alinari en 1881. 

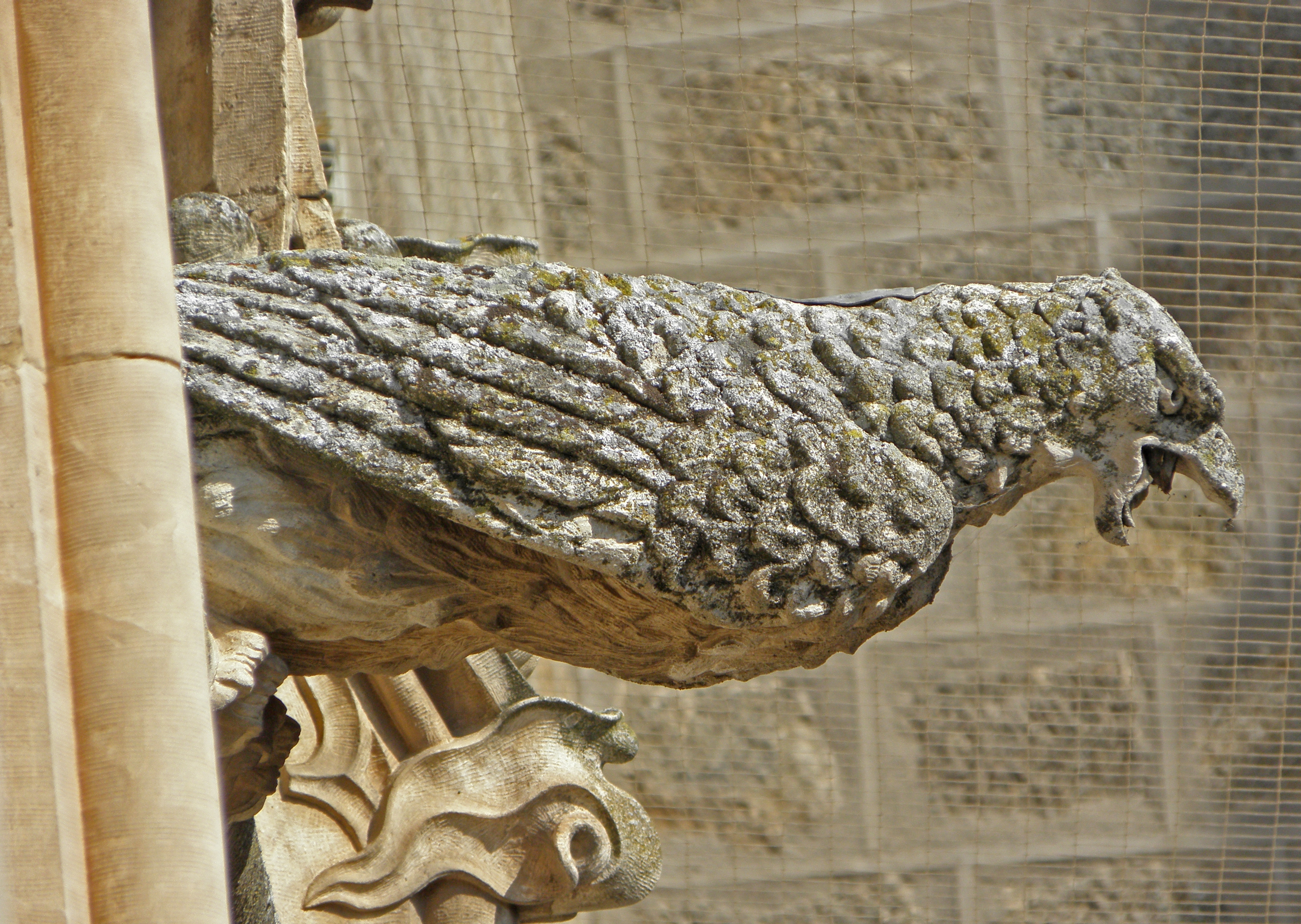
Gárgola

Tras la entrega del proyecto, hecho a la antigua con planos trazados sobre pergamino, se aprueba una Real Orden con un doble objetivo: crear una Escuela de Industrias Artísticas en el solar que ocupaba el segundo claustro del convento y restaurar el Monasterio de San Juan de los Reyes. Arturo Mélida será el arquitecto encargado de las obras de restauración y a su vez será el coordinador de la Escuela citada, que permitía al mismo tiempo, estudiar y restaurar el conjunto arquitectónico.
Arturo Mélida se definirá a sí mismo en sus escritos como un maestro continuista del proyecto del convento, trazado por Juan Guas a finales del siglo XV. Recién licenciado por la Escuela de Arquitectura de Madrid, entrará en contacto con las ideas del arquitecto francés Eugène Viollet-Le-Duc. Le interesaron sus ideas acerca de la restauración de monumentos histórico-artísticos, convirtiéndose por el camino en un seguidor de sus postulados.
Esto incluía la búsqueda de una unidad estilística dentro de todo el conjunto arquitectónico, desechando adiciones de siglos posteriores a la época medieval; una continuación de las trazas originales del maestro de la fábrica; y la aplicación de soluciones nuevas, creativas, ante los vacíos estructurales de los cuales no hayan sobrevivido pruebas documentales. Sobre esto último, el arquitecto debe entonces plantearse qué hubiera querido hacer el tracista original, basándose en el estudio del resto de la obra arquitectónica y de otros edificios atribuidos al mismo. 

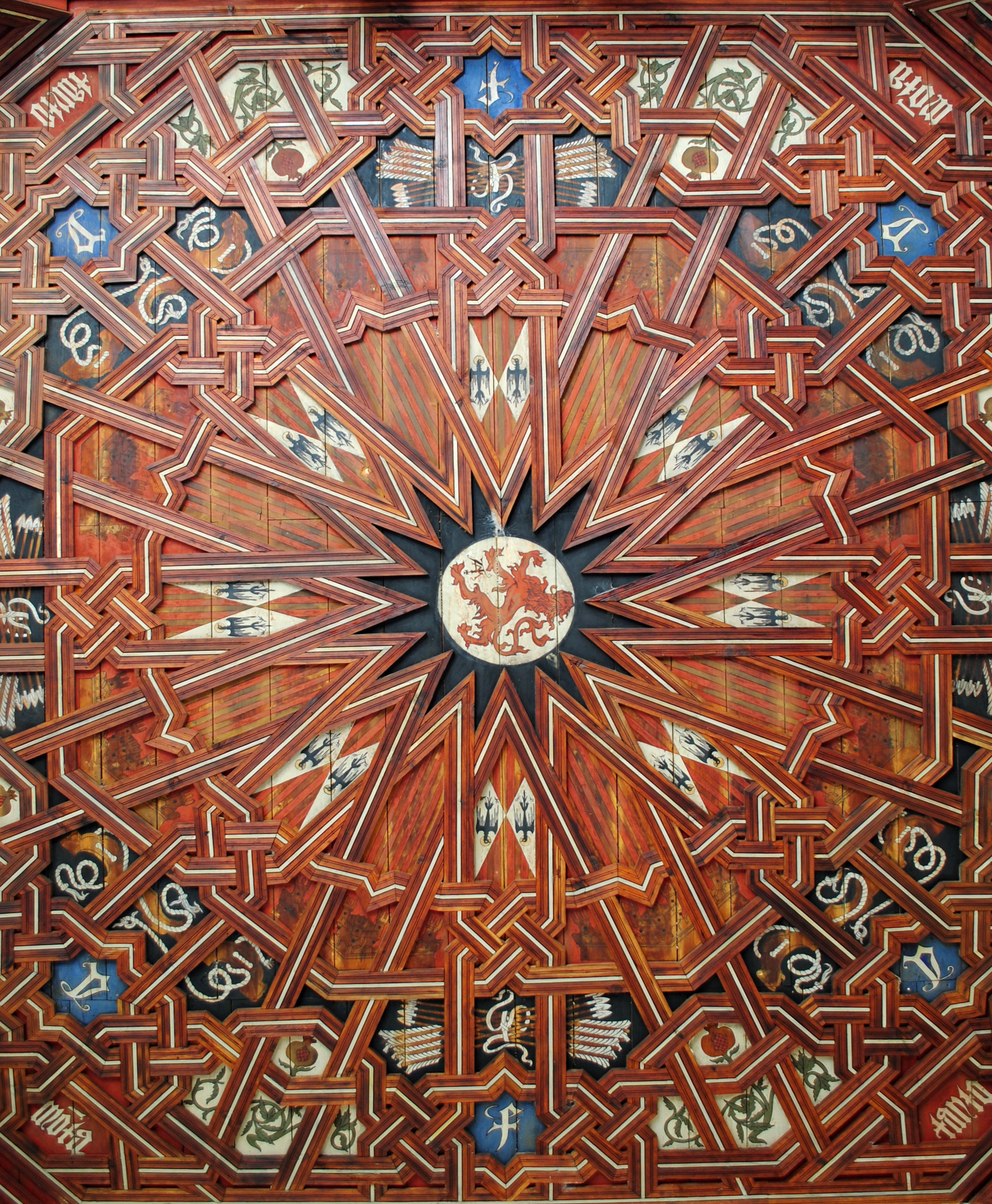
Techo neomudéjar

Por todo ello, Arturo Mélida fue el encargado de 1881 a 1888 de todos los trabajos de restauración, consolidación y armonización del convento de San Juan de los Reyes, en Toledo. A través de sus dibujos se puede extraer que las pandas del claustro que todavía seguían en pie, fueron desmontadas piedra a piedra y remontadas posteriormente, y que además se levantaron cinco tramos nuevos de bóvedas en el ala oeste del claustro y otros tres más de la panda norte. 
En este proceso, tal y como apunta el investigador Daniel Ortiz Pradas, Arturo Mélida pudo rediseñar la estructura para dotarla de una coherencia estilística, que quizás no guarde una rígida correspondencia con el estado anterior del edificio. En esa línea, cabe apuntar que la crestería neogótica que remata la parte alta del claustro, numerosas esculturas exentas y gárgolas son parte de la invención del arquitecto. 
De su ingenio también proviene el diseño de las armaduras neomudéjares, que cubren la planta alta del claustro, y la armonización de la fachada externa del convento, al continuar la línea de la cabecera del templo y enlazar así con la fachada de la Escuela de Artes y Oficios de Toledo. Todos estos diseños mantienen una unidad estilística pensada y trazada por Arturo Mélida. Un arquitecto que tomó buena nota de otras obras construidas entre finales del siglo XV y principios del XVI, pero que utilizó su invención y su propio ingenio para complementar la obra que inició Juan Guas. 
La restauración se inició en 1835, pero no terminaron las obras hasta 1954. Se desarrollaron de manera muy lenta por culpa de detenciones en las obras y de vueltas a empezar, ya que al principio querían reutilizar los fragmentos antiguos encontrados entre los escombros del incendio, pero no pudieron hacerlo. Recibieron un gran impulso a partir de 1883 hasta 1936, donde tuvieron que volver a parar las obras a causa de la guerra. Cuando se terminó en 1954, el claustro también pasó a formar parte de la orden franciscana como el resto del monasterio.
El que se conserva se trata de un claustro de dos pisos y de planta cuadrada. De las puertas situadas en claustro bajo destacan la que comunica con la iglesia a la altura del crucero y las de acceso a la escalera y a la sacristía. La primera es de Juan Guas.

## El cuarto real

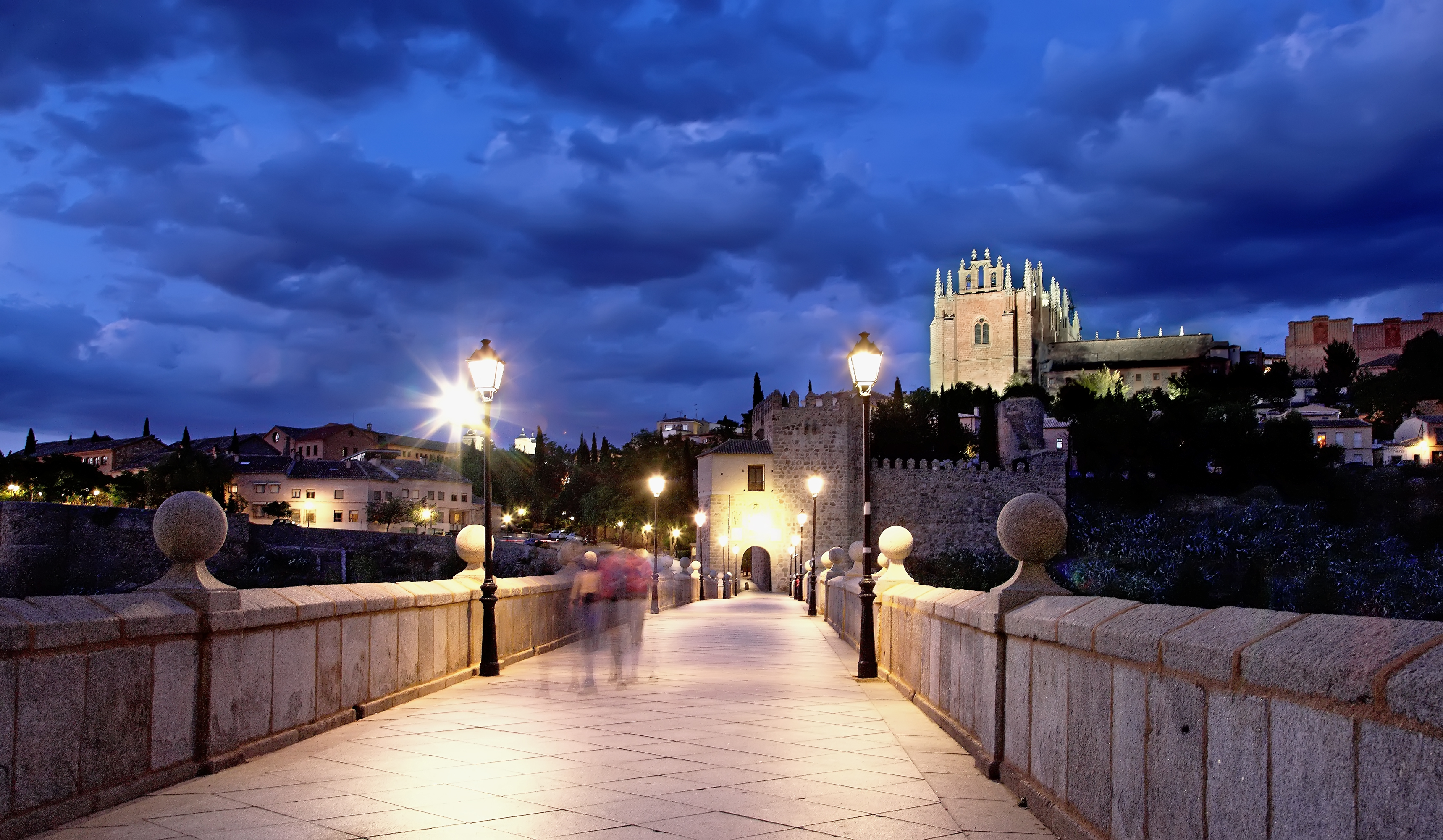
Vista nocturna de San Juan de los Reyes desde el puente de San Martín

Los reyes católicos dentro de sus costumbres tomaran una que luego se repetiría sucesivamente hasta Felipe II, la corte itinerante optaba por conventos como residencia real, y Toledo era una de estas ciudades, para ello la reina Isabel lo ideó como retiro espiritual. 
La desamortización y la invasión francesa destruyeron una gran parte del complejo religioso-palaciego, conservándose solamente de la primera construcción la iglesia y el claustro, pero los documentos nos indican que este aposento existió y sabemos dónde estaría ubicado. Por ejemplo un documento que certifica una cédula expedida por la reina desde Alcalá de Henares por la que se libran 630.000 maravedís para el monasterio donde además especifica que una parte es para el “Aposentamiento que se a de faser encima de la dicha sacristya”.
Pero otro documento del Archivo General de Simancas, dan información sobre situación y dimensiones del aposento regio. En dicho documento se dice de “faser un corredor junto al aposentamiento real de su alteza sobre la sacristya”, y no sabemos dónde estaría. 
Según el plano del edificio pues puede deducirse que las dimensiones del aposento real serían iguales a las de la sacristía 23,5 x 7, al norte lindaba con el hueco de la escalera que comunicaba con el claustro alto y bajo. Del interior nada se sabe, pero seguramente estaría condicionado por la austeridad que se impondría durante los retiros espirituales de los reyes, tratándose de lutos, y constaría solamente de una sala y pequeñas habitaciones cubiertas con un artesonado parecido al del segundo piso del patio.
Si bien la existencia de Alcázar y de palacios reales en la misma ciudad hace más factible que en verdad los aposentos reales de esta iglesia se usaron solo en ocasiones luctuosas, así como lo eran en Madrid los aposentos de San Gerónimo el Real para retiro y recogimiento durante los funerales regios. 
La reina no vio terminada su obra y se procedió a un sucesivo abandono hasta Carlos I, que en 1517, el guardián del monasterio le escribió informándole de la situación, y el rey ordenó al cardenal Cisneros que se ocupase de tasar los daños para proceder en su restauración. La prueba documental definitiva de la existencia de este aposento regio es el plano dibujado en 1594 por Nicolás Vergara, donde se lee “encima de la sacristía quarto Real”.

## En las artes y la cultura popular
Es mencionado en el relato Las tres fechas (1862), de Gustavo Adolfo Bécquer: "Cuando por primera vez fui a Toledo, mientras me ocupé en sacar algunos apuntes de San Juan de los Reyes, tenía precisión de atravesarla todas las tardes para dirigirme al convento desde la posada con honores de fonda en que me había hospedado".